# Muraszy
Muraszy (ros. Мураши) – miasto w Rosji, centrum administracyjne rejonu muraszynskiego w obwodzie kirwoskim. Zamieszkuje je niemal 6,6 tys. mieszkańców. Miasto jest położone 112 km na północ od Kirowa.
W 1895 r. powstała wieś Muraszy, przy stacji kolejowej o takiej samej nazwie, znajdującej się na trasie kolejowej łączącej Perm – Kotłas. Należała wówczas do ujezdu orłowskiego w guberni wiackiej. W 1929 r. wieś stała się centrum administracyjnym rejonu muraszynskiego a w 1944 r. otrzymała prawa miejskie.
Miasto znajduje się na trasie drogi federalnej R-176 „Wiatka”.